# Enargia fissipuncta
Enargia fissipuncta är en fjärilsart som beskrevs av Adrian Hardy Haworth 1809. Enargia fissipuncta ingår i släktet Enargia och familjen nattflyn. Inga underarter finns listade i Catalogue of Life.